# Olethrius scabripennis
Olethrius scabripennis là một loài bọ cánh cứng trong họ Cerambycidae.